# أدير فيرغسون
أدير فيرغسون (بالإنجليزية: Adair Janelle Ferguson) هي مجدفة أسترالية، ولدت في 5 أكتوبر 1955 في بريزبان في أستراليا.

## وصلات خارجية
- أدير فيرغسون على موقع الاتحاد الدولي للتجديف (الإنجليزية)
- أدير فيرغسون على موقع اتحاد ألعاب الكومنولث (مؤرشف) (الإنجليزية)
- أدير فيرغسون على موقع قاعة أستراليا للمشاهير الرياضية (الإنجليزية)